# تد مک‌گینلی
تد مک‌گینلی (انگلیسی: Ted McGinley؛ زادهٔ ۳۰ مهٔ ۱۹۵۸) هنرپیشه اهل ایالات متحده آمریکا است. وی از سال ۱۹۸۰ میلادی تاکنون مشغول فعالیت بوده‌است.
از فیلم‌ها و مجموعه‌های تلویزیونی‌ای که وی در آن نقش داشته است، می‌توان به پرل هاربر، متأهل… بچه‌دار، امید و ایمان، دیک، دکترهای جوان عاشق، سربازان بورلی هیلز و جهان وین ۲ اشاره کرد.